# Marton Miksa
Marton Miksa (Pest, 1870. szeptember 24. – Budapest, 1936. augusztus 2.) magyar ügyvéd, újságíró, műfordító. Sógora Thury Zoltán író, újságíró volt.

## Életpályája
Marton Imre (1842–1914) kereskedő és Manheit Regina fia. Jogi tanulmányait Budapesten, Berlinben és Bécsben végezte, majd a doktorátusát megszerezve ügyvédi irodát nyitott Budapesten. Az 1900-as években mint színikritikus működött. Az 1910-es évektől 1927-ig színházi és irodalmi ügynökséget vezetett, amely magyar írók műveit juttatta el külföldi színpadokra. A Színpadi Szerzők Egyesületének ügyésze is volt. Baráti viszonyt ápolt Max Reinhardt színházi rendezővel. Halálát agyhűdés, agyérelmeszesedés okozta.

## Magánélete
Első házastársa Hansz Hedvig Krisztina (Harmath Hedvig, 1884–1911) színésznő volt, akivel 1905. január 8-án Budapesten kötött házasságot. Második felesége makói Makay Margit volt, akit 1919. augusztus 16-án Budapesten vett nőül.

## Fordításai
- Weinberger: Az izé (Heltai Jenővel, 1902)
- Meyer-Förster: Heidelbergi diákélet (Heltai Jenővel, 1904)